# Psathyrella noli-tangere
Psathyrella noli-tangere är en svampart som först beskrevs av Elias Fries, och fick sitt nu gällande namn av A. Pearson & Dennis 1948. Psathyrella noli-tangere ingår i släktet Psathyrella och familjen Psathyrellaceae.  Arten är reproducerande i Sverige. Inga underarter finns listade i Catalogue of Life.